# Димитрије Прилуцки
Димитрије Прилуцки је руски православни светитељ из 14. века.

## Биографија
Рођен је у граду Перејаславу. Као млад је након завршетка школовања примио монаштво у манастиру Нагорном Борисогљебском у Перејаславу. Тамо је примио јеромонашки чин. Био је пријатељ са светим Сергијем Радоњешким. По угледу на њега подигао је цркву у име светог Николаја Чудотворца, на обали Перејаславског језера, затим и манастир поред ње, у коме је био његов први игуман..
Након тога се повлачи у Вологду. Тамо је на шумовитом месту поред реке Вологде подигао храм у име Свемилостивог Спаса и основао општежићни манастир. У свако доба, зими и лети носио је једну исту одећу: груб овчији кожух.
Умро је 11. фебруара 1406. године. Сахрањен је у цркви Свемилостивог Спаса коју је сам подигао. И данас свете мошти преподобног Димитрија почивају у том истом храму, у коме се налази и чудотворна икона овога светитеља.